# لاك دو كيرف (كيبك)
لاك دو كيرف (بالإنجليزية: Lac-du-Cerf, Quebec)‏ هي بلدية محلية في كيبيك تقع في كندا في Antoine-Labelle Regional County Municipality.  بلغ عدد سكانها  415 نسمة عام 2011 ومساحتها 94.40 كم2 .